# Coniopteryx (Xeroconiopteryx) ketiae
Coniopteryx (Xeroconiopteryx) ketiae is een insect uit de familie van de dwerggaasvliegen (Coniopterygidae), die tot de orde netvleugeligen (Neuroptera) behoort. 
Coniopteryx (Xeroconiopteryx) ketiae is voor het eerst wetenschappelijk beschreven door Monserrat in 1985.